# Moreda de Álava
Moreda de Álava (em castelhano) ou  Moreda Araba (em basco) é um município da Espanha na província de Álava, comunidade autónoma do País Basco, de área 8,67 km² com população de 275 habitantes (2007) e densidade populacional de 31,80 hab/km².

## Demografia
| Variação demográfica do município entre 1991 e 2004 | Variação demográfica do município entre 1991 e 2004 | Variação demográfica do município entre 1991 e 2004 | Variação demográfica do município entre 1991 e 2004 |
| --------------------------------------------------- | --------------------------------------------------- | --------------------------------------------------- | --------------------------------------------------- |
| 1991                                                | 1996                                                | 2001                                                | 2004                                                |
| 272                                                 | 283                                                 | 261                                                 | 276                                                 |